# 今、この顔がスゴい!
『今、この顔がスゴい!』（いま、このかおがスゴい!）は、TBS系列で2013年4月11日から2014年3月20日まで毎週木曜日の22:00 - 22:54（JST）に放送されていたバラエティ番組。

## 概要
司会は櫻井翔（嵐）と有吉弘行で、スタジオに芸能界・スポーツ界・学術界など、あらゆる分野から今最も旬な人物をゲストとして複数招き、有吉が独特の世界観で激しく切り込んで情報を深く掘り下げていき、櫻井がゲストの活躍の様子や真実を詳しく紹介していくという番組だった。
2013年10月以降からはメイク、ファッション、美容界といった分野の「スゴい顔」を紹介した放送回で、大きな反響を呼んだため、女性応援情報バラエティ番組にリニューアルした。
2014年3月20日、最終回を迎えた。後継番組は引き続き櫻井と有吉が司会を務める『櫻井有吉アブナイ夜会』。
なお2012年7月19日開始の『もうすぐひみつの嵐ちゃん!』以来、TBSと一部の系列局の21:54 - 22:00で放送されていた、木曜22時番組の予告番組は、当番組の終了と共に廃枠となった。

## 経歴
- 2012年12月18日 - 『ひみつの嵐ちゃん!』が2013年3月で終了となり、後番組として『FACE TV』（仮）を放送することが発表される[1]。
- 2013年2月27日 - 本番組のタイトルが『今、この顔がスゴい!』に決まったことが発表される[2]。
- 2013年3月16日 - 15:00 - 15:55（JST）に直前スペシャル番組が放送された。
- 2013年4月11日 - 21:54 - 23:18枠で放送開始。なお直前番組『究極の男は誰だ!?最強スポーツ男子頂上決戦』（19:00 - 21:54）からの接続はステブレレス。
- 2013年4月18日 - 『木曜ドラマ9 潜入探偵トカゲ』の初回拡大版のため、22:15 - 23:09枠で放送、『潜入探偵トカゲ』からの接続はステブレレス。
- 2013年4月25日 - 直前の21:54 - 22:00に『もうすぐ今、この顔がスゴい!』がTBSテレビと一部の系列局で開始。

## 出演者

### 司会
メイン
- 櫻井翔（嵐）[注 2]

サブ
- 有吉弘行

### コーナー出演
- 哀川翔（太字のナレーター）

### ナレーション
- 垂木勉
- 野田圭一

## 放送内容
前半と後半があるものは前半を細字、後半を斜体字で表し、前半も後半も出演している人は括弧で囲む。
「今日の顔」の紹介項目では、櫻井のプレゼンでナレーターが垂木の場合は人名を細字に、有吉のプレゼンでナレーターが哀川翔の場合は人名を太字で表す。

## ネット局と放送時間

### パイロット版
| 放送対象地域   | 放送局             | 系列    | 放送日時                     | 遅れ日数 |
| -------------- | ------------------ | ------- | ---------------------------- | -------- |
| 関東広域圏     | TBSテレビ（TBS）   | TBS系列 | 2013年3月16日 15:00 - 15:55  | 制作局   |
| 青森県         | 青森テレビ（ATV）  | TBS系列 | 2013年4月3日 23:58 - 翌0:52  | 18日遅れ |
| 福岡県         | RKB毎日放送（RKB） | TBS系列 | 2013年4月6日 14:00 - 14:54   | 21日遅れ |
| 近畿広域圏     | 毎日放送（MBS）    | TBS系列 | 2013年4月6日 16:00 - 17:00   | 21日遅れ |
| 宮城県         | 東北放送（TBC）    | TBS系列 | 2013年4月7日 15:00 - 16:00   | 22日遅れ |
| 岡山県・香川県 | 山陽放送（RSK）    | TBS系列 | 2013年4月7日 15:00 - 16:00   | 22日遅れ |
| 静岡県         | 静岡放送（SBS）    | TBS系列 | 2013年4月10日 0:58 - 1:53    | 25日遅れ |
| 広島県         | 中国放送（RCC）    | TBS系列 | 2013年4月10日 23:58 - 翌0:58 | 25日遅れ |
| 熊本県         | 熊本放送（RKK）    | TBS系列 | 2013年4月10日 23:58 - 翌0:58 | 25日遅れ |
| 愛媛県         | あいテレビ（ITV）  | TBS系列 | 2013年4月11日 1:18 - 2:12    | 26日遅れ |
| 長野県         | 信越放送（SBC）    | TBS系列 | 2013年4月21日 14:00 - 14:54  | 36日遅れ |

### レギュラー版
| 放送対象地域   | 放送局                    | 系列    | 放送期間        | 放送日時           | 遅れ日数   |
| -------------- | ------------------------- | ------- | --------------- | ------------------ | ---------- |
| 関東広域圏     | TBSテレビ（TBS）          | TBS系列 | 2013年4月11日 - | 木曜 22:00 - 22:54 | 制作局     |
| 北海道         | 北海道放送（HBC）         | TBS系列 | 2013年4月11日 - | 木曜 22:00 - 22:54 | 同時ネット |
| 青森県         | 青森テレビ（ATV）         | TBS系列 | 2013年4月11日 - | 木曜 22:00 - 22:54 | 同時ネット |
| 岩手県         | IBC岩手放送（IBC）        | TBS系列 | 2013年4月11日 - | 木曜 22:00 - 22:54 | 同時ネット |
| 宮城県         | 東北放送（TBC）           | TBS系列 | 2013年4月11日 - | 木曜 22:00 - 22:54 | 同時ネット |
| 山形県         | テレビユー山形（TUY）     | TBS系列 | 2013年4月11日 - | 木曜 22:00 - 22:54 | 同時ネット |
| 福島県         | テレビユー福島（TUF）     | TBS系列 | 2013年4月11日 - | 木曜 22:00 - 22:54 | 同時ネット |
| 山梨県         | テレビ山梨（UTY）         | TBS系列 | 2013年4月11日 - | 木曜 22:00 - 22:54 | 同時ネット |
| 新潟県         | 新潟放送（BSN）           | TBS系列 | 2013年4月11日 - | 木曜 22:00 - 22:54 | 同時ネット |
| 長野県         | 信越放送（SBC）           | TBS系列 | 2013年4月11日 - | 木曜 22:00 - 22:54 | 同時ネット |
| 静岡県         | 静岡放送（SBS）           | TBS系列 | 2013年4月11日 - | 木曜 22:00 - 22:54 | 同時ネット |
| 富山県         | チューリップテレビ（TUT） | TBS系列 | 2013年4月11日 - | 木曜 22:00 - 22:54 | 同時ネット |
| 石川県         | 北陸放送（MRO）           | TBS系列 | 2013年4月11日 - | 木曜 22:00 - 22:54 | 同時ネット |
| 中京広域圏     | 中部日本放送（CBC）       | TBS系列 | 2013年4月11日 - | 木曜 22:00 - 22:54 | 同時ネット |
| 近畿広域圏     | 毎日放送（MBS）           | TBS系列 | 2013年4月11日 - | 木曜 22:00 - 22:54 | 同時ネット |
| 鳥取県・島根県 | 山陰放送（BSS）           | TBS系列 | 2013年4月11日 - | 木曜 22:00 - 22:54 | 同時ネット |
| 岡山県・香川県 | 山陽放送（RSK）           | TBS系列 | 2013年4月11日 - | 木曜 22:00 - 22:54 | 同時ネット |
| 広島県         | 中国放送（RCC）           | TBS系列 | 2013年4月11日 - | 木曜 22:00 - 22:54 | 同時ネット |
| 山口県         | テレビ山口（tys）         | TBS系列 | 2013年4月11日 - | 木曜 22:00 - 22:54 | 同時ネット |
| 愛媛県         | あいテレビ（ITV）         | TBS系列 | 2013年4月11日 - | 木曜 22:00 - 22:54 | 同時ネット |
| 高知県         | テレビ高知（KUTV）        | TBS系列 | 2013年4月11日 - | 木曜 22:00 - 22:54 | 同時ネット |
| 福岡県         | RKB毎日放送（RKB）        | TBS系列 | 2013年4月11日 - | 木曜 22:00 - 22:54 | 同時ネット |
| 長崎県         | 長崎放送（NBC）           | TBS系列 | 2013年4月11日 - | 木曜 22:00 - 22:54 | 同時ネット |
| 熊本県         | 熊本放送（RKK）           | TBS系列 | 2013年4月11日 - | 木曜 22:00 - 22:54 | 同時ネット |
| 大分県         | 大分放送（OBS）           | TBS系列 | 2013年4月11日 - | 木曜 22:00 - 22:54 | 同時ネット |
| 宮崎県         | 宮崎放送（MRT）           | TBS系列 | 2013年4月11日 - | 木曜 22:00 - 22:54 | 同時ネット |
| 鹿児島県       | 南日本放送（MBC）         | TBS系列 | 2013年4月11日 - | 木曜 22:00 - 22:54 | 同時ネット |
| 沖縄県         | 琉球放送（RBC）           | TBS系列 | 2013年4月11日 - | 木曜 22:00 - 22:54 | 同時ネット |

## スタッフ
- 構成：桜井慎一、渡辺真也、石塚祐介、山内正之、木南広明、利光宏治、佐藤俊明
- ナレーター：野田圭一、垂木勉、日髙のり子、橋詰知久、阪井あかね、山田真一（一部週替り）
- TM：小澤義春
- TD：山下直
- VE：藤本剛
- CAM：中村年正
- 音声：田村真紀
- 照明：加藤由美子
- ロケ技術：羽鳥慎一郎（スウィッシュ・ジャパン）
- 美術プロデューサー：東立
- 美術デザイナー：太田卓志
- 美術制作：羽田一成
- 装置：谷平真二
- 操作：前野博幸
- 装飾：田村健治
- 電飾：西田和正
- メカシステム：濱口利行
- アクリル装飾：渡邊卓也
- 特殊装置：高橋出
- 衣装：渥美智恵
- 持道具：寺澤麻由美
- ヘアーメイク：キクチタダシ、城所とも美
- 編集：早川崇・岩原大介・奈良貢（T-TEX）
- MA：山下諒・細川尚史・和田真由美（T-TEX）
- CGデザイン：大森清一郎（スタジオグーニーズ）、小室泰樹（コーラルレッド）
- 音効：佐藤卓嗣（ふなや）
- 協力：ジャニーズ事務所、太田プロダクション（※太田プロの表記はなし）
- TK：福田美由紀
- デスク：堀江知里
- 宣伝プロデューサー：川鍋昌彦
- 編成：渡辺信也、辻有一
- リサーチ：大森智仁（リベラス）、神谷翔（フォーミュレーション）、喜多あおい（ジーワン）
- 進行チーフ：伊藤隆大
- アシスタントディレクター：島袋亮太、生見翼、尾籠美佳、平井俊範、石橋杏奈、山岸悠太、池内慶、山浦久弥、庄子伸正、ジョンヒョンヨン、峠奈緒（週替り）
- アシスタントプロデューサー：林田枝利奈、荒木沙耶香、土井美紗、福田道子（福田→以前はアシスタントディレクター）
- キャスティングプロデューサー：本村千穂美
- 制作プロデューサー：馬場哉、高橋隼人（高橋→以前はラインプロデューサー）
- ディレクター：中間拓郎、松延由子、見﨑陽亮、妹尾篤志、佐々木卓也、篠原崇、青木達生、石本典隆、田村育、島田健作、持田謙二、伊藤嘉彦、市村智哉、井上洋平、池田哲也（ステイ）、中嶋亮介（週替り）／川島優子、田崎真洋（毎週）
- 協力プロデューサー：坂田栄治（以前は編成）、刀根鉄太、西村武彦
- チーフディレクター：中澤智有（マウントポジション）、首藤光典（極東電視台、首藤→以前は演出）、栗原憲也、大平進士（週替り）
- プロデューサー：上原一節（以前はラインプロデューサー）
- 総合演出：名城ラリータ（フジクリエイティブコーポレーション）
- チーフプロデューサー：大久保竜（以前は制作プロデューサー）
- 製作著作：TBS

### 過去のスタッフ
- ナレーター：哀川翔
- TM：金澤健一
- 衣装：岩崎孝典
- 持道具：小澤友香
- ヘアーメイク：石月裕子
- デスク：北畑愛
- リサーチ：村田常大（フォーミュレーション）
- アシスタントディレクター：川岸昌嗣、鎌田秀嗣、千葉拓人、森由華、仁井本真奈、波田野貴博
- アシスタントプロデューサー：井上あつし、辻野まなみ
- キャスティングプロデューサー：平佐智子、大西訓世、今井真木子
- ディレクター：藤原将人、近藤貴浩、小林正純、三浦信一、大川剛史、本間和美／木村大介、大美賀利征
- 協力プロデューサー：菊野浩樹（以前はチーフプロデューサー）
- チーフディレクター：太田憲一、渡辺恭三、藤本直樹（これから）
- ラインプロデューサー：佐藤真澄
- プロデューサー：畠山渉